# Łukasz Trałka
Łukasz Trałka (Rzeszów, 11 maggio 1984) è un ex calciatore polacco, di ruolo centrocampista.

## Caratteristiche tecniche
Centrocampista difensivo, si contraddistingue per le sue capacità di interdizione e di interpretazione del gioco avversario in fase di non possesso. È dotato anche di buone capacità in fase di impostazione, nonché di una dote da saltatore che gli permette di essere molto pericoloso sui calci piazzati.
Nella stagione 2021-2022, a causa dell'età avanzata, il tecnico del Warta Poznań, Dawid Szulczek, inizia a schierarlo come difensore centrale in una difesa a 3.

## Carriera

### Club

#### Gli inizi
Nato a Rzeszów, Trałka cresce nelle giovanili di Górka Ropczyce, Błękitni Ropczyce e Igloopol Dębica, tutte squadre della sua zona, prima di trasferirsi al Piotrcovia Piotrków Trybunalski.

#### L'arrivo a Stettino e i prestiti
Dopo essersi messo in luce con dieci presenze in II Liga (allora seconda divisione del campionato polacco), Trałka viene acquistato dal Pogoń Szczecin, militante nella stessa divisione. Al termine della stagione 2003-2004 i rossoblu vengono promossi in Ekstraklasa, dove debutta il 1º agosto 2004 disputando diciassette minuti contro il Legia Varsavia. Riconfermato anche nella stagione successiva, arriva il primo gol da professionista, realizzato a Wronki contro l'Amica. Un gol che tuttavia non serve ad evitare una pesante sconfitta per 4 reti a 1. Durante la stessa stagione arriva anche l'esordio europeo, in Coppa Intertoto contro il Tiligul-Tiras.
Nel mercato invernale della stagione 2005-2006, nonostante un buon inizio con 13 presenze condite da una rete, viene ceduto in prestito in seconda divisione al Widzew Łódź, dove totalizza otto gettoni nella seconda parte di campionato.
Stesso destino nella stagione successiva, dove Trałka inizia con il Pogoń, ma viene ceduto a gennaio al KSZO Ostrowiec Świętokrzyski. Al termine della stagione Trałka non fa più ritorno alla base, venendo ceduto a titolo definitivo all'altra squadra di Łódź, l'ŁKS.

#### Le parentesi a Łódź, Danzica e Varsavia
Con l'ŁKS disputa appena otto gare in Ekstraklasa prima del successivo trasferimento, nuovamente in seconda divisione, al Lechia Gdańsk. Con i biancoverdi vince il campionato, precedendo Śląsk Wrocław, Piast Gliwice e soprattutto i rivali dell'Arka Gdynia. Viene riconfermato anche in massima serie, dove disputa 16 gare realizzando due reti, ma a gennaio passa al Polonia Warszawa, in lotta per le prime posizioni in campionato. Con le Czarne koszule disputa tre stagioni e mezzo, divenendone il capitano e tornando a giocare anche a livello internazionale il 29 luglio 2009, nella vittoria interna per 4-0 contro i sammarinesi dell'AC Juvenes-Dogana. 

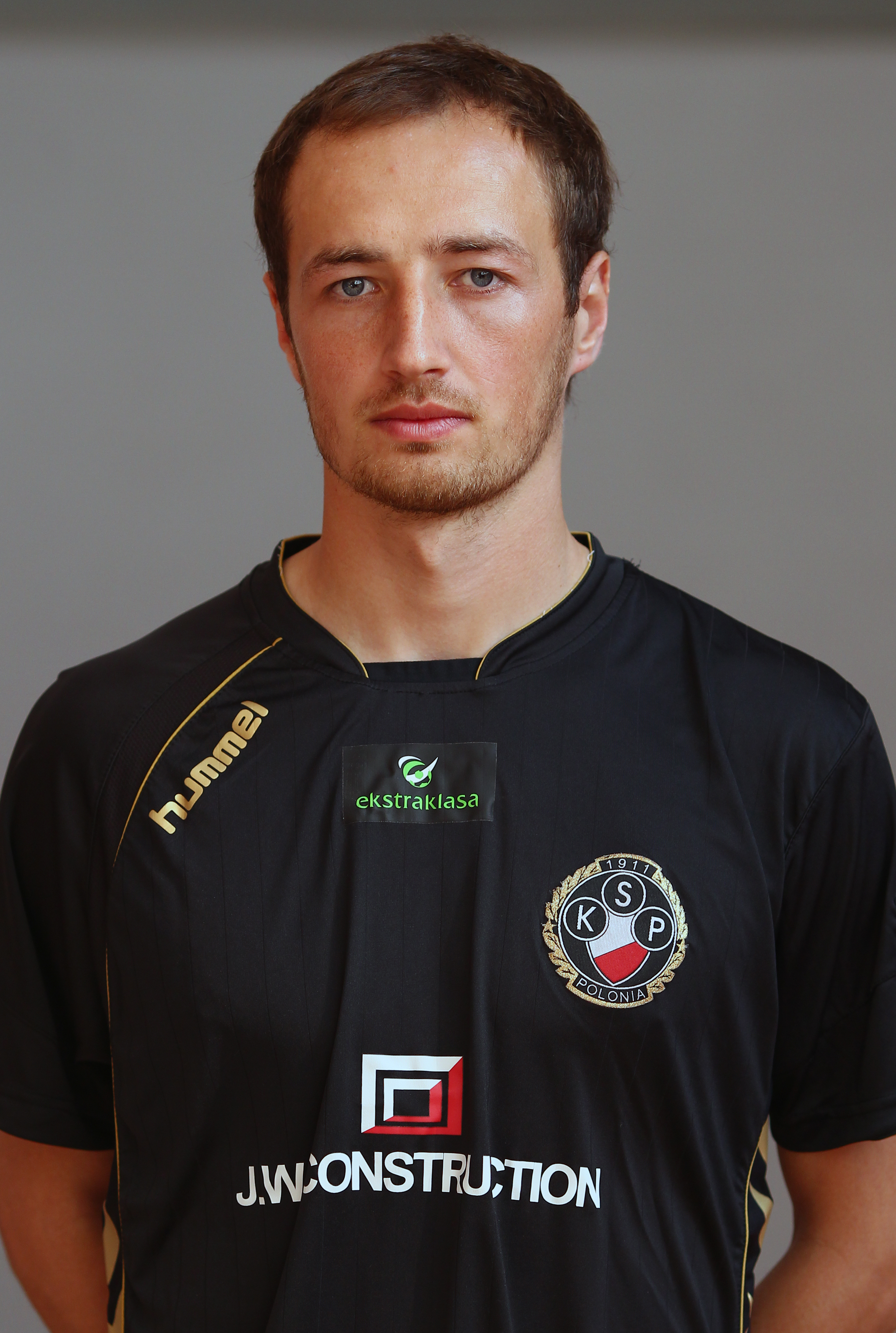
Łukasz Trałka nel 2011

#### L'approdo a Poznań
Il 25 maggio 2012 il Lech Poznań annuncia sui propri canali ufficiali di aver acquistato Trałka dal Polonia Varsavia per centomila euro. Fin sa subito il centrocampista diventa fondamentale nel ruolo dei kolejorz, dei quali diventa capitano laureandosi campione di Polonia nel 2015.
La stagione successiva vince anche la Supercoppa di Polonia e debutta nei preliminari di Champions League, contro il Sarajevo. Eliminato ai preliminari, il Lech retrocede in Europa League, nella quale, grazie alla vittoria contro il Videoton, si qualifica ai gironim giocando fra le altre contro la Fiorentina. In Coppa di Polonia il Lech ha un cammino trionfale, arrivando fino in finale, dove però viene sconfitto dal Legia Varsavia.
Ciononostante, visto che la squadra della capitale si è laureata pure campione di Polonia, i kolejorz giocano la Supercoppa proprio contro i capitolini, vincendola per 4-1. È il terzo e ultimo trofeo alzato da Trałka con la maglia del Lech. Nelle ultime stagioni, il rapporto con la tifoseria si complica a causa di alcune dichiarazioni non ufficiali comparse su Instagram, evento che porta alla perdita della fascia di capitano, passata a Maciej Gajos prima e a Pedro Tiba poi.
La rottura non si scompone, e al termine della stagione 2018-2019 il Lech opera una profonda rivoluzione della sua squadra, della quale lo stesso Trałka è vittima. Rimasto svincolato, il 15 agosto 2019 passa all'altra squadra di Poznań, il Warta, firmando un contratto di un anno con opzione di prolungamento. La stagione con gli zieloni è ricca di soddisfazioni, visto che si conclude con la storica promozione in Ekstraklasa dopo oltre due decenni di attesa. In automatico, Trałka ottiene il prolungamento di contratto, tornando così a giocare nella massima serie polacca, dove si terrà proprio il derby di Poznań. La stagione si rivela per il centrocampista ottima, con ventinove gare disputate su trenta, e la realizzazione di tre reti che permettono agli zieloni di arrivare ad uno storico quinto posto.
Riconfermato nella stagione 2021-2022 con un rinnovo annuale di contratto, Trałka debutta subito da titolare nella trasferta contro lo Śląsk Wrocław. Alla seconda giornata, contro il Pogoń Szczecin, riceve un cartellino rosso dopo pochi minuti concedendo un rigore agli avversari. Con il passare delle giornate continua ad avere un ruolo centrale, esprimendosi al meglio nel ruolo di difensore centrale di destra di una difesa a 3. Nel suo crescendo di prestazioni riesce a trovare anche la sua prima rete, contro il Górnik Zabrze, con uno splendido calcio di punizione. Al termine della stagione, dopo aver disputato più di 400 gare nella massima serie polacca, annuncia il proprio ritiro dal calcio giocato.

### Nazionale
Ha debuttato con la nazionale nella vittoria casalinga per 1-0 contro la Serbia il 14 novembre 2008.

## Statistiche

### Presenze e reti nei club
Statistiche aggiornate al 10 maggio 2022.
| Stagione        | Squadra                      | Campionato      | Campionato | Campionato | Coppe nazionali | Coppe nazionali | Coppe nazionali | Coppe continentali | Coppe continentali | Coppe continentali | Altre coppe | Altre coppe | Altre coppe | Totale | Totale |
| Stagione        | Squadra                      | Comp            | Pres       | Reti       | Comp            | Pres            | Reti            | Comp               | Pres               | Reti               | Comp        | Pres        | Reti        | Pres   | Reti   |
| --------------- | ---------------------------- | --------------- | ---------- | ---------- | --------------- | --------------- | --------------- | ------------------ | ------------------ | ------------------ | ----------- | ----------- | ----------- | ------ | ------ |
| 2003-2004       | Pogoń Stettino               | 1L              | 15         | 0          | PP              | 0               | 0               | -                  | -                  | -                  | -           | -           | -           | 15     | 0      |
| 2004-2005       | Pogoń Stettino               | E               | 13         | 2          | PP              | 0               | 0               | -                  | -                  | -                  | -           | -           | -           | 13     | 2      |
| 2005-feb. 2006  | Pogoń Stettino               | E               | 13         | 1          | PP              | 1               | 0               | INT                | 4                  | 0                  | -           | -           | -           | 18     | 1      |
| mar.-mag. 2006  | Widzew Łódź                  | 1L              | 8          | 0          | PP              | 0               | 0               | -                  | -                  | -                  | -           | -           | -           | 8      | 0      |
| 2006-2007       | Pogoń Stettino               | E               | 12         | 0          | PP              | 1               | 0               | -                  | -                  | -                  | -           | -           | -           | 13     | 0      |
| mar.-mag. 2007  | KSZO Ostrowiec Świętokrzyski | 1L              | 13         | 0          | PP              | 0               | 0               | -                  | -                  | -                  | -           | -           | -           | 13     | 0      |
| 2007-feb.2008   | ŁKS                          | E               | 8          | 0          | PP              | 1               | 0               | -                  | -                  | -                  | -           | -           | -           | 9      | 0      |
| mar.-mag. 2008  | Lechia Danzica               | 1L              | 14         | 1          | PP              | 2               | 0               | -                  | -                  | -                  | -           | -           | -           | 16     | 1      |
| 2008-feb. 2009  | Lechia Danzica               | E               | 16         | 2          | PP              | 1               | 0               | -                  | -                  | -                  | -           | -           | -           | 17     | 2      |
| mar.-mag. 2009  | Polonia Varsavia             | E               | 13         | 2          | PP              | 4               | 0               | -                  | -                  | -                  | -           | -           | -           | 17     | 2      |
| 2009-2010       | Polonia Varsavia             | E               | 28         | 1          | PP              | 1               | 0               | UEL                | 3                  | 0                  | -           | -           | -           | 32     | 1      |
| 2010-2011       | Polonia Varsavia             | E               | 26         | 3          | PP              | 3               | 0               | -                  | -                  | -                  | -           | -           | -           | 29     | 3      |
| 2011-2012       | Polonia Varsavia             | E               | 25         | 1          | PP              | 2               | 0               | -                  | -                  | -                  | -           | -           | -           | 27     | 1      |
| 2012-2013       | Lech Poznań                  | E               | 28         | 1          | PP              | 1               | 1               | UEL                | 4                  | 0                  | -           | -           | -           | 33     | 2      |
| 2013-2014       | Lech Poznań                  | E               | 32         | 1          | PP              | 2               | 0               | UEL                | 4                  | 0                  | -           | -           | -           | 36     | 1      |
| 2014-2015       | Lech Poznań                  | E               | 32         | 0          | PP              | 5               | 0               | UEL                | 4                  | 0                  | -           | -           | -           | 41     | 0      |
| 2015-2016       | Lech Poznań                  | E               | 30         | 1          | PP              | 6               | 0               | UCL+UEL            | 4+8                | 0+1                | SP          | 1           | 0           | 49     | 2      |
| 2016-2017       | Lech Poznań                  | E               | 34         | 2          | PP              | 6               | 1               | -                  | -                  | -                  | SP          | 1           | 0           | 41     | 3      |
| 2017-2018       | Lech Poznań                  | E               | 34         | 6          | PP              | 0               | 0               | UEL                | 5                  | 1                  | -           | -           | -           | 39     | 7      |
| 2018-2019       | Lech Poznań                  | E               | 27         | 1          | PP              | 2               | 0               | UEL                | 4                  | 1                  | -           | -           | -           | 33     | 2      |
| 2019-2020       | Warta Poznań                 | 1L              | 28+2       | 1          | PP              | -               | -               | -                  | -                  | -                  | -           | -           | -           | 30     | 1      |
| 2020-2021       | Warta Poznań                 | E               | 29         | 3          | PP              | 2               | 1               | -                  | -                  | -                  | -           | -           | -           | 31     | 4      |
| 2021-2022       | Warta Poznań                 | E               | 31         | 1          | PP              | 1               | 0               | -                  | -                  | -                  | -           | -           | -           | 32     | 1      |
| Totale carriera | Totale carriera              | Totale carriera | 511        | 30         |                 | 41              | 3               |                    | 40                 | 3                  |             | 2           | 0           | 596    | 36     |

### Record
- Con 420 gare disputate in Ekstraklasa, è il sesto calciatore con più presenze in questa competizione.

## Palmarès

### Club

#### Competizioni nazionali
- Campionato polacco: 1

Lech Poznan: 2014-2015
- Supercoppa di Polonia: 2

Lech Poznan: 2015, 2016